# بترا وايت
بترا وايت (بالإنجليزية: Petra White)‏ هي كاتِبة وشاعرة أسترالية، ولدت في 1975 في أديلايد في أستراليا.